# Perry Groves
Pour les articles homonymes, voir Groves.
Perry Groves est un footballeur anglais né le 19 avril 1965 à Bow à Londres.

## Carrière
- 1982-1986 : Colchester United  Angleterre
- 1986-1992 : Arsenal FC  Angleterre
- 1992-1993 : Southampton FC  Angleterre